# Datowanie ultradźwiękowe kości
Datowanie ultradźwiękowe kości – metoda datowania bezwzględnego, stosowana od lat sześćdziesiątych XX wieku. Cechą charakterystyczną tej metody jest to, że nie niszczy ona próbek. Można ją stosować przy datowaniu kości. Datowanie polega na analizie szybkości rozchodzenia się fal. Im ultradźwięki rozchodzą się wolniej tym kości są starsze, ponieważ bardziej zaawansowany jest proces ich mineralizacji.